# Pat McAfee
Patrick Justin McAfee, meglio conosciuto come Pat McAfee (Plum, 2 maggio 1987), è un ex giocatore di football americano, wrestler e commentatore statunitense sotto contratto con la WWE, dove svolge il ruolo di telecronista di Raw.
McAfee ha giocato per tutta la sua carriera negli Indianapolis Colts della National Football League.

## Carriera nel football
Dopo quattro stagioni da All-American alla West Virginia University nel ruolo di punter, Pat McAfee fu scelto nel settimo giro della Draft Lottery 2009 dagli Indianapolis Colts della National Football League. Nel 2011 mantenne una media di 46,6 yard per punt, migliorata con il 48,2 dell'anno successivo.
Nel 2014 McAfee fu premiato come miglior giocatore degli special team dell'American Football Conference grazie alla miglior media per punt (45,6 yard), touchback (24) e onside kick (2) del campionato; a fine stagione fu convocato per il suo primo Pro Bowl e inserito nel First Team All-Pro.
Nel 2016, dopo otto stagioni ai Colts, McAfee annunciò il suo ritiro dal mondo del football a causa di infortuni cronici alle ginocchia.

## Carriera nel wrestling
Il 7 aprile 2018 Pat McAfee apparve per la prima volta nella WWE come analista del pre-show di TakeOver New Orleans; successivamente continuò a presenziare ad altri eventi speciali di NXT, tra cui TakeOver Chicago e TakeOver Brooklyn. Il 7 aprile 2019 fu uno dei due conduttori, insieme a Charly Caruso, del pre-show di WrestleMania 35.
McAfee fece la sua prima apparizione da wrestler durante la puntata di NXT del 5 agosto 2020, quando attaccò Adam Cole dopo un confronto verbale molto acceso. Il 22 agosto, a TakeOver XXX, debuttò ufficialmente sul ring perdendo contro Cole nonostante un'ottima prestazione. Dopo un breve periodo di assenza, fece ritorno ad NXT nella puntata del 21 ottobre, aiutando Danny Burch e Oney Lorcan a vincere l'NXT Tag Team Championship contro i Breezango e creando la sua stable personale, i Kings of NXT; la settimana successiva, nella puntata speciale NXT Halloweeen Havoc, anche Pete Dunne si unì al gruppo dopo aver attaccato Kyle O'Reilly. Il 4 novembre la nuova fazione si presentò sul ring con atteggiamenti da heel per bruciare una bandiera con il logo dell'Undisputed Era, dando inizio ad una rivalità. Il 6 dicembre, a TakeOver WarGames, la stable di McAfee venne sconfitta dall’Undisputed Era in un WarGames match.
Il 17 aprile 2021 Pat McAfee passò nel main roster, diventando il nuovo telecronista di SmackDown insieme a Michael Cole.
Il 3 aprile 2022 prese parte a WrestleMania 38 a due match: prima vincendo contro Austin Theory e subito dopo perdendo contro il chairman Mr. McMahon.
Il 30 luglio, a SummerSlam, sconfisse Happy Corbin.
Il 1º aprile 2023 partecipò a sorpresa a WrestleMania 39 dove sconfisse The Miz.
Il 27 gennaio, alla Royal Rumble, partecipò all'omonimo incontro entrando col numero 22, pur commentando l'evento, ma spaventato da Bron Breakker e Omos preferì auto eliminarsi.

## Palmarès

### Football americano
- Convocazioni al Pro Bowl: 2

2014, 2016
- First-team All-Pro: 1

2014
- PFWA All-Rookie Team - 2009

### Wrestling
- WWE
  - Rivalry of the Year (2020) – vs. Adam Cole
- Wrestling Observer Newsletter
  - Rookie of the Year (2020)